# Provincia del Mashonaland Orientale
La provincia del Mashonaland Orientale (ufficialmente Mashonaland East in inglese o informalmente Mash East) è una delle 10 province dello Zimbabwe. Ha una popolazione di circa 1,73 milioni di abitanti e una superficie di 32230 km². Il suo capoluogo è Marondera.

## Demografia
| Censimento (Anno) | Popolazione       |
| ----------------- | ----------------- |
| 2002              | 1 127 413         |
| 2012              | 1 344 955 (+1,8%) |
| 2022              | 1 731 173 (+2,6%) |

## Geografia antropica

### Suddivisioni amministrative
La provincia è divisa in 8 distretti:
- Chikomba
- Goromonzi
- Marondera (Capoluogo)
- Mudzi
- Murehwa
- Mutoko
- Seke
- Uzumba-Maramba-Pfungwe (UMP)
- Wedza